# Belweder (Svalbard)
Belweder (norw. Belvederetoppen) – góra na Spitsbergenie, w zachodniej części pasma Gór Piłsudskiego, o wysokości 881 m n.p.m. Nazwana przez uczestników polskiej ekspedycji naukowej w 1934 roku w nawiązaniu do budynku Belwederu w Warszawie – ówczesnego symbolu miasta.